# Gomphrena macrocephala
Gomphrena macrocephala là loài thực vật có hoa thuộc họ Dền. Loài này được A.St.-Hil. mô tả khoa học đầu tiên năm 1825.